# طارق رزوقی
طارق رزوقی (انگلیسی: Tariq Razouki) بازیکن فوتبال اهل عراق بود.
وی همچنین در تیم ملی فوتبال عراق بازی کرده‌است.